# 롤프 카니스
롤프 카니스(독일어: Rolf Kanies, 1957년 12월 21일~)는 독일의 배우이다.

## 작품 목록

### 영화
- 유어 윌 비 던 (2017년)
- 에머랄드 그린 (2016년)
- 히트맨: 에이전트 47 (2015년) - 델리에고 역
- 롬멜: 사막의 여우 (2012년) - 오버스트 핀크 역
- 한나를 위한 소나타 (2011년) - 오버스트 타필린 역
- 위기의 베를린 (2010년)
- 포 미리암 (2009년)
- 히트 웨이브 (2008년)
- 스웜 2 (2008년) - Dr. 알바레즈 역
- 베를린의 여인 (2008년)
- 카운테스 (2008년)
- 더 트로이 (2007년)
- 더 콘클레이브 (2006년)
- 다운폴 (2004년) - 보병대장 한스 크랩스 장군 역
- 노 리그렛 (2001년)
- 바쉘: 제네바의 살인자 (1993년)